# ロックマンX サイバーミッション
『ロックマンX サイバーミッション』（ロックマンエックス サイバーミッション、ROCKMAN X CYBER MISSION）は、2000年10月20日に日本のカプコンから発売されたゲームボーイカラー用横スクロールアクションゲーム。ゲームボーイにも対応しており、両対応ソフトとなっている。アメリカでは2001年1月11日、ヨーロッパでは2001年8月24日に発売された。
同社による『ロックマンXシリーズ』の番外編であり、初の携帯型ゲーム機用ソフト。主人公のエックスを操作し、不正アクセスにより乗っ取られたマザーコンピュータを奪還する事を目的としている。『ロックマンワールドシリーズ』と同様の方式で、スーパーファミコン用ソフト『ロックマンX』（1993年）および『ロックマンX2』（1994年）のボスキャラクターが合わせて8体登場する（詳細は ボスキャラクターを参照）。
開発はカプコン第三開発部およびミッチェルが行い、プロデューサーはファミリーコンピュータ用ソフト『ロックマン5 ブルースの罠!?』（1992年）および『ロックマン6 史上最大の戦い!!』（1993年）を手掛けた三並達也、ディレクターはPlayStation用ソフト『ロックマンX4』（1997年）を手掛けた大小原宏治、音楽はPlayStation用ソフト『ロックマンDASH 鋼の冒険心』（1997年）を手掛けた梶野俊夫が担当している。
本作がカプコンから発売された旧ゲームボーイ対応ソフトとして最後の作品となった。

## ゲーム内容

### システム
ノーマルモード、ハードモード、エクストリームの3種類の難易度が存在し、モードによって選択可能なステージやボスが異なる。ステージの特定の地点で自動でデータがセーブされるオートセーブを採用。SFC版には登場しないオリジナルキャラクター（後述のミディやテクノ、シャドウハンター達）が登場し、本編でも人気の高いゼロが特殊武器という形で登場する（→ ゼロスクランブル）。また、SFC版から一部変更されている特殊武器がある。
ファンブック『ロクマガ』等に掲載されているシリーズの史表においては、まるでシリーズ第1作であるかのごとく一番上に表示されている。
なお、時系列では『X2』と『X3』の間のストーリーに当たっている。

### 特殊武器
入手ボス、特殊武器は同じだが、性能と仕様が若干変わっている。
※ 名称の記述は「入手する特殊武器 - 所有するボス」とし、以下に述べる
ショットガンアイス（Shotgun Ice） - アイシー・ペンギーゴ
通常版 - 『ロックマンX』と同じ。
チャージ版 - 『ロックマンX』より小さく、貫通性があり、壁に当たると3回まで跳ね返るが、上に乗る事はできない。
ストームトルネード（Storm Tornado） - ストーム・イーグリード
通常版 - 基本的にSFC版と同じだが、竜巻が端まで伸びずに前進するようになり、性能は劣化している。
チャージ版 - 基本的にSFC版と同じ。
エレクトリックスパーク（Electric Spark） - スパーク・マンドリラー
通常版 - 基本的にSFC版と同じだが、坂道に当てても上下に分裂する。
チャージ版 - SFC版と同じ。
ローリングシールド（Rolling Shield）- アーマー・アルマージ
通常版 - 基本的にSFC版と同じだが、敵の弾を消せなくなった。
チャージ版 - SFC版よりも強化されており、トゲも防げるようになり、無敵状態の敵に当たってもバリアが消滅しなくなった。
ラッシングバーナー（Rushing Burner）- フレイム・スタッガー
日本国外では「スピードバーナー（Speed Burner）」と表記される。
通常版 - 基本的に『X2』と同じだが、地上で使っても残り火が出なくなった。
チャージ版 - 『X2』と同じ。
スクラップシュート（Scrap Shoot）-メタモル・モスミーノス
日本国外では「シルクショット（Silk Shot）」と表記される。
通常版 - 基本的に『X2』と同じだが、どのステージで使っても機械弾を発射するようになった。
チャージ版 - 基本的に『X2』と同じだが、射程が通常版と同じになった。
スピンホイール（Spin Wheel）- ホイール・アリゲイツ
通常版 - 基本的に『X2』と同じだが、壁に当たっても跳ね返らなくなった。
チャージ版 - 基本的に『X2』と同じだが、貫通性が上がっている。
マグネットマイン（Magnet Mine）- マグネ・ヒャクレッガー
通常版 - 2発まで連射可能になったが、全弾設置すると、爆発するまで次の弾が撃てなくなる。軌道調整は2発一度に可能。
チャージ版 - スピードが上がったが、敵の弾を打ち消せなくなった。

### パワーアップ
今作では全ステージにカプセルが隠されていて、パーツ以外に「ゼロスクランブル」という、ゼロを呼び出して攻撃を行う武器が取得可能になっている。なお、今回は（GBなので）パーツをすべて集めないとカラーが変化しない。

#### パワーアップパーツ
ヘッドパーツ
頭突き「ヘッドクラッシュ」で特定のブロックを破壊できるようになる。
フットパーツ
壁蹴りで特定のブロックを破壊することができる。壁蹴りの飛距離がアップ（壁蹴りの際、常にダッシュジャンプ状態になる）。SFC版Xと違い、通常の壁蹴りとの使い分けは出来ない。
ボディパーツ
ダメージを半減する。
アームパーツ
フルチャージ段階が1段階アップ。特殊武器のチャージも可能になる。

#### 裏パーツ
波動拳・昇龍拳
Xバスターを最大までチャージして、十字ボタンの下を押しながらBで波動拳、上を押しながらBで昇龍拳を使用できる。地上でしか使えない。SFC版ほどの威力は無いが、その代わりにライフが減っていても関係なく使えるという利点もある。ボスに対してはやや効果が薄い。なお、パーツがフル装備でないとカプセルが出現しない（パーツ以外のアイテムは取り忘れがあってもOK）

#### ゼロスクランブル
ゼロスクランブルには専用のエネルギーゲージが存在し、各技を使用する事でエネルギーを消費する(最大28メモリ)。回復アイテムでは補給できないが、ステージを出れば自動的に全回復する。
ライジング
エネルギーを4消費。『ロックマンX4』の龍炎刃などと同じモーションで、上方向を攻撃する。ザコ敵なら一撃で倒せる。
ダッシュ
エネルギーを6消費。エックスの前方の敵を攻撃。モーションは『X4』の疾風牙などと同じ。ザコ敵なら一撃で倒せる。
アースゲイザー
エネルギーを10消費。画面全体の敵を攻撃。モーションは『X4』の落鳳破などと同じ。ザコ敵なら一撃で倒せる。
ファイナル
エネルギーを20消費。1体の敵を確実にしとめる。ボスには大ダメージを与える。

## ストーリー
『ロックマンX2』の事件の後のこと、ハンターベースのマザーコンピューターが不正アクセスを受け、書き換えられた偽りのデータによって世界中が混乱に陥ってしまう。エックスはコンピューターの天才であるレプリロイド、ミディと協力してマザーコンピューターの中にデータとして潜入。過去の強敵達を倒してマザーコンピューターを取り返そうとする。
データを書き換えていた犯人はミディの双子の兄弟レプリロイド、テクノだった。テクノはシグマに操られていたのだ。エックスはシグマの野望を喰い止められるのだろうか。

## 登場キャラクター

### メインキャラクター

#### イレギュラーハンター
エックス（X）
イレギュラーハンター第17精鋭部隊の隊長を務めているレプリロイド。今回はマザーコンピューター内に巣くう謎の存在を倒すため、プログラムデータとしてサイバー空間内で戦うことになる。
ゼロ（Zero）
エックスの友人であり、特A級ハンターの実力者。プレイヤーキャラクターではないが、とあるアイテムを入手することで救援に駆けつけてくれる。時間軸的に直後に当たる『X3』では第0特殊部隊隊長のポストに就いているが、特に言及がないためこの作品の時点における所属部隊および役職は不明。
ミディ（Midi）
頭脳CPUを共有しているテクノの双子の弟。エックスとゼロを電脳世界へ案内するサポート役として協力する。頭脳CPUを共有している為、ミディとテクノの内どちらかが死ぬともう片方も死んでしまう。
ノーマルモードのみ登場。
Dr.ケイン（Dr.Cain）
レプリロイド工学の権威。イレギュラーハンターの創設者であり、エックスやゼロの良き理解者。ミディと共に、今回の事件の解決をサポートする。

#### シャドウハンター
ザイン（Zain）
シグマに抵抗していたが服従させられ、エックス達を攻撃・打倒するための駒としてサイバー空間に送り込まれる。寡黙で、ほとんど喋らない。重厚なアーマーに身を包み、身の丈ほどもある大剣を武器とする。
ノーマルモードとエクストリームモードに登場。
ギーメル（Geemel）
ザインの相棒。寡黙なザインとは対照的におしゃべりな性格で、また狡猾な戦い方を好む。一人称は「ミー」で、独特な笑い方をする。武器は巨大な手裏剣で、また凧のようなものに乗って上空から攻撃してきたりする。
ハードモードとエクストリームモードに登場。

#### その他のメインキャラクター
テクノ（Techno）
ミディの双子の兄。洗脳されてイレギュラー化し、シグマの指示でシャドウハンターに協力してハッキングを行った。エックスと直接戦闘を行うことはない。なお、ミディとテクノの出生については、レプリロイド研究施設で高性能のチップが開発された際、チップを2枚組み合わせて効率性を高めようとし、そのテストに使われたのがテクノである。テストは最終段階で失敗し、チップが1枚でも動くように改造され、再テストされて終了した。これと同時に量産型のチップもテストされ、この時の実験体がミディである。改造の際に、チップ同士のリンクが完全に外れていない事が分かったが、修正前にテクノがシグマに誘拐された。
ノーマルモードのみ登場。
ヴァヴァ（VAVA）
元イレギュラーハンター第17精鋭部隊所属であり、エックスやゼロの元同僚でもある。『ロックマンX』では悪役として登場したが、今回は「過去のデータ」であり、ストーリーに全く絡まないボスキャラクターとして登場する。オープニングステージにライドアーマーと共に出現する。
サーゲス（Sagesse）
カウンターハンターの1人。ヴァヴァと同じく、このサイバーミッションでは「過去のデータ」として登場したセリフなしのボスキャラクターで、ストーリーには一切絡んでいない。
シグマ（Σ / Sigma）
元イレギュラーハンター第17精鋭部隊隊長で、エックスとゼロの当時の上司。今回の事件にも絡んでいる存在。

### ボスキャラクター

#### メインボス
斜体は異名。
『ロックマンX』より
雪原の皇帝　アイシー・ペンギーゴ（Icy Penguigo）
ペンギン型レプリロイド。元々は第13極地部隊所属の特A級イレギュラーハンター。
天空の貴公子　ストーム・イーグリード（Storm Eagleed）
鷲型レプリロイド。元々は第7空挺部隊の隊長を務めていた。
豪速拳の雷王　スパーク・マンドリラー（Spark Mandriller）
マンドリル型レプリロイド。元々は第17精鋭部隊所属の特A級イレギュラーハンター。
鋼鉄の甲弾闘士　アーマー・アルマージ（Armor Armarge）
アルマジロ型レプリロイド。元々は第8機甲部隊の隊長であった。
『ロックマンX2』より
ヒートナックルチャンピオン　フレイム・スタッガー（Flame Stagger）
負けず嫌いなシカ型レプリロイド。元々は最初の反乱に加わる前の第17精鋭部隊の一員。
夢の島の堕天使　メタモル・モスミーノス（Metamor Mothmeanos）
ミノガ型レプリロイド。他のレプリロイドの残骸を吸収する試作型レプリロイド。
凶牙の重戦車　ホイール・アリゲイツ（Wheel Aligates）　
ワニ型レプリロイド。裏切り者として追われている前は第6艦隊の副隊長だった。
紅のアサッシン　マグネ・ヒャクレッガー（Magne Hyakulegger）
ムカデ型レプリロイド。元々は第0特殊部隊所属の忍者ハンター。

#### その他のボスキャラクター
ボスパイダー（Boss Spider）
クモ型メカニロイド。あみだくじ攻撃のほか、小クモを撒き散らしたりする。『ロックマンX』で登場したボス。
サーゲスタンク（Sagesse Tank）
サーゲスの乗った巨大戦車。4つの砲台を持ち、それぞれ違う弾（バウンド弾、ブーメラン弾、ホーミング弾、フォトン弾）を発射する。『ロックマンX2』で登場したボス。

## 移植版
| No. | タイトル                       | 発売日                     | 対応機種        | 開発元              | 発売元   | メディア                              | 型式 | 備考 | 出典        |
| --- | ------------------------------ | -------------------------- | --------------- | ------------------- | -------- | ------------------------------------- | ---- | ---- | ----------- |
| 1   | ロックマンX サイバーミッション | 2013年12月4日 2014年5月1日 | ニンテンドー3DS | カプコン ミッチェル | カプコン | ダウンロード （バーチャルコンソール） | -    |      | [ 1 ] [ 2 ] |

## スタッフ
- ディレクター：おおこ13カズ（大小原宏治）
- 企画：岡村志野
- プログラマー：はなヨシムラ、あさぎり、わだ、ケンオウ（くぼリーナ）
- 背景デザイナー：RYUTARO'MAMA（長嶋昭子）、御崎芳朗、
- キャラクター・デザイナー：K23-7219-TODA、宮原健一、安藤恵介
- オリジナル・デザイン：SENSEI（末次治樹）
- サウンド：梶野俊夫、前田早織
- スペシャル・サンクス：貞本友思、イナフキング（稲船敬二）、にいだ、こみや、オザキロイ
- プロデューサー：三並達也
- エグゼクティブ・プロデューサー：岡本吉起

## 評価
ゲーム誌『ファミ通』の「クロスレビュー」では合計24点（満40点）となっている。